# ツイクスト

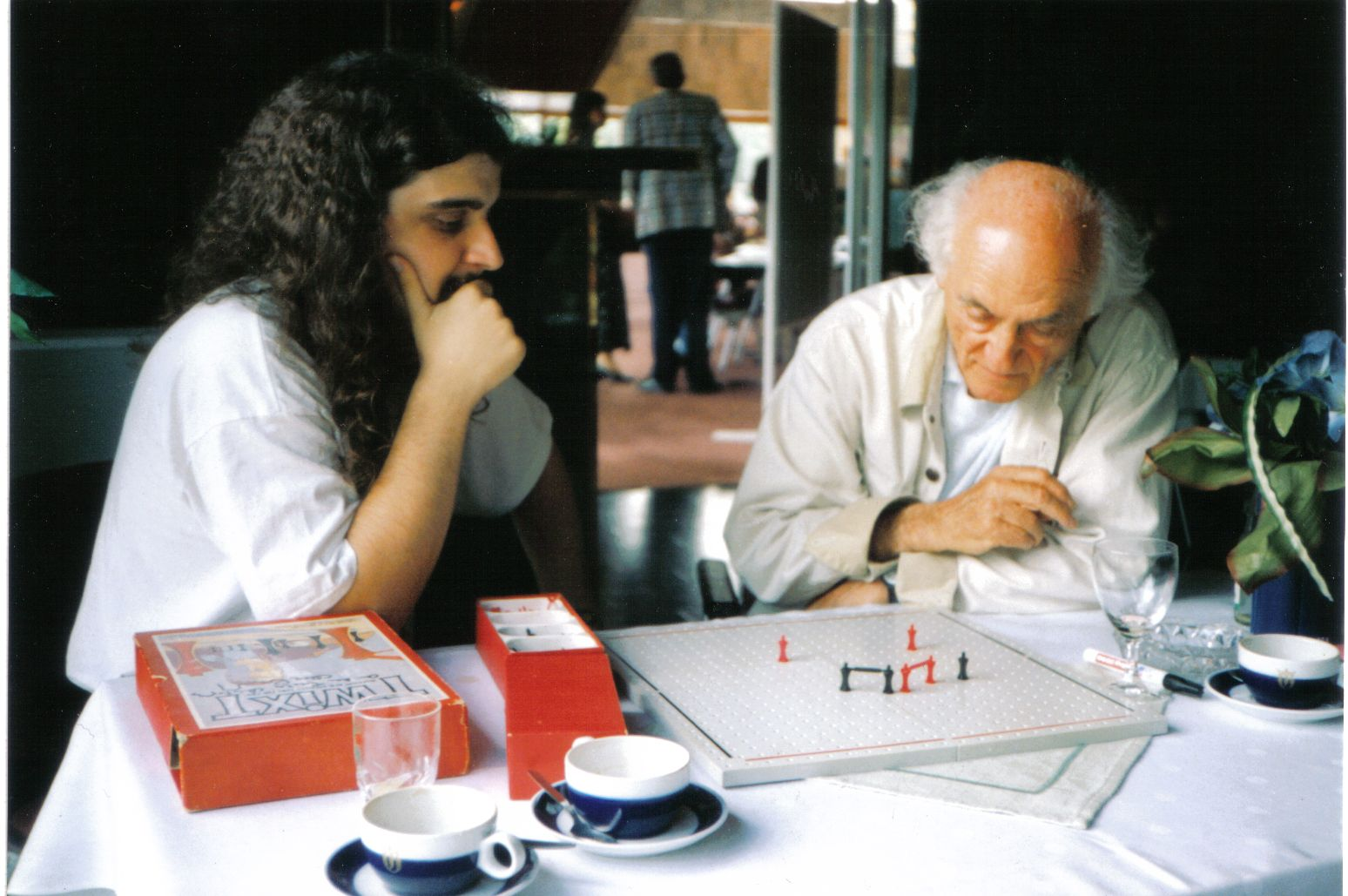
ツイクストをプレイするアレックス・ランドルフ（右）。左はAI研究者のクリストフ・エンドレス。

ツイクスト（TwixT）は、アレックス・ランドルフによってデザインされたゲーム。1962年にボードゲームとして発売されたものが有名である。二人零和有限確定完全情報ゲームであり、発売から半世紀を越えた今も、海外・日本国内共に、多くの愛好家を持つ。
英語版の正式な綴りは、最後のTも大文字にした、"TwixT"であり、これはボードに挿したペグをイメージしている。

## ツイクストの発祥と歴史
- 1957年 - ランドルフが日本に引っ越した翌年、囲碁をヒントに、ペンシル・ゲーム（紙とペンを使って行うゲーム）として考案。実際に囲碁と比較しても、比較的多いマス目、目先の攻撃より大局観を必要とするスキル、陣取りという勝利目的など、共通点が見られる。
- 1962年3M版 - 同社のシド・サクソンから1961年にボードゲーム化の依頼があり、翌年に発売された。ボックスアートは、赤い背広と蝶ネクタイをした成人男性が、左手を口に当てて長考に沈んでいるシーンを、ボードの下からあおりの視点で、油絵風に描いたもの。このボックスアートは、その後の再版でも使われているものがある。またこの時には『PLOY』など他のゲームも発売されており、ボックスアートはみな共通の作風で描かれている。以下本記事では、この版を「初版」と記す。
- 1976年アバロンヒル版 - 3Mがゲーム事業を分割した際に継承。
- 1970年代ドイツ版 - ハズブロとは別に、アバロンヒルからライセンスを受けていた版。
- 1998年ハズブロ版 - アバロンヒルを吸収した事で版権が移動したが、途中で絶版になっている。
  - なお日本では正式にライセンス販売された事がなく、海外版をそのまま、あるいは自作の簡素な説明書翻訳を本体と共にビニール梱包したか、どちらかのパターンで出回った。
- 2011年 - ゲーム自体もランドルフ自身も、オリジン賞において殿堂入り。
- 2020年ジーピー版 - 11月20日、同社より「ツィクスト（大文字のイではなく小文字のィ表記）」のタイトルで日本語版および英語版が発売予定。権利者と正式なライセンス契約を結んだ正規品となる[1]。ゲーム盤やペグ、ブリッジのデザインは一新され、パッケージも既存のボックスアートではなく写真が用いられている。また、発売に先んじて一般社団法人日本ツィクスト連盟が同年9月14日に設立[2]、同月24日に法人登録された[3]。

## ゲームの概要

### ゲームに使用する用品
本作のデザインは以下の通り、アブストラクトゲームである。
- ボード - 初版では箱からスライドする形で4枚に分割されており、これを組み合わせて1枚のボードにする。色は白地が多いが、再版には紺色も存在する。ボードには縦24列×横24行の穴が開いているが、四隅はルール上ペグを挿さないため穴がなく、結果として572個の穴を持つ。また左右と上下はそれぞれ、一番端と一段内側の間には、お互いの陣営の色が付いており、ここが双方の陣地である。
  - 初版には座標が書かれていなかったが、途中の再版からは上下端に左からA,B,C…Xまで、および左右端に上から1,2,3…22まで字がふられ、愛好者はこれを座標として、「B5」「D3」などと表記する。
  - また再版からは位置関係を判りやすくするため、W12～B2～L22、およびそれを90度ずつ回転させたM22～W2～C12、C13～W23～M2、V12～B2～L22の8ヶ所に線を引いた、八方星の意匠が入ったボードも出た（その後の版では、線を減らしたボードも見られる）。愛好者には位置を把握しやすくするため、これらの座標やラインを後から手書きする者もいる。
  - なおボードに見立てた記録用紙に記入していく場合、例えば一方を黒丸の中、もう一方を白丸の中に数字を記入し、(15)などと書く。この部分も囲碁に似ている。
- ペグ(Peg) - 穴に挿しこむ小さな柱。
- ブリッジ - スパナのような細長いパーツで、2つのペグの間に渡す。ブリッジは和製英語で、英語では"Link"と呼ぶ。
  - ペグとブリッジ共通の説明
    - 色はチェスやリバーシのように、2人のプレイヤーがそれぞれ使う色が決められており、初版では赤と黒、再版では赤と白、赤と黄色、赤と青などが存在する。正式にはチェス同様、色の薄い側を先手が使う。
    - 再版ではペグをチェスのルーク、ブリッジを壁のようにしたデザインも存在する。

### ゲームの流れ
1. ゲーム開始時、 ボードの穴には何も挿さず、ペグとブリッジはすべて、それぞれの色をプレイヤーの手元に置く。
2. 先手と後手が交互に必ず一手ずつ指す。パスは無い。この点は多くの二人零和有限確定完全情報ゲームと同じである。
3. 自分の番が来たプレイヤーは必ず、ボード上の穴のどこか一つに、自分のペグを挿す。ただし前述の敵陣の穴には自分のペグを挿せない。
4. なお自分のペグが少なくとも2つ挿さっていなければ、ブリッジはかけられないため、自分も相手も第一手はペグのみで、ブリッジはかけられない。
5. 次に、既に挿されている自分のペグのうち、あるペグともう一つのペグが桂馬飛びの位置関係にあれば、その間に自分のブリッジをかける事ができる。
6. ただし両ペグの間に、自分・相手を問わず他のブリッジがかかっていては、新たなブリッジはかけられない。つまり一度ブリッジがかかると、それをまたぐ新たなブリッジはかけられない。
7. ペグと違って、ブリッジには毎回かける義務がなく、かけられなかったり、かけることが出来てもかけたくなかったら、かけなくてよい。
8. 上記をうまく使うと、一手で2本またはそれ以上のブリッジをかけられる。例えば一手目にD5、二手目にD7、三手目にF6へそれぞれ自分のペグを打ったとして、三手目直後でD5～F6間とD7～F6間どちらにもブリッジがなければ、D5～F6とD7～F6どちらにもブリッジがかけられる。
9. ブリッジを3方向や4方向に分岐させることも可能で、理論上は最大8本分岐できる。
10. 一方が上下と左右どちらかの自陣を連結すれば、連結した側の勝ちである。連結しなくても、勝てないと思ったプレイヤーは投了できる。

### 細則
- 先手の第一ペグが、自分にとって不利だと後手が思った場合、後手はそれを自分のペグに変えることが出来る。これは初版発売後、ランドルフ自身により追加された。
- ブリッジが足りなくなった場合、自分の番に、すでに使っているブリッジを除去することが出来る。前述のペンシル・ゲーム時代には、このルールは存在しなかった。
- ブリッジのかけ方次第では、どちらのプレイヤーも勝てない、つまり引き分けとなるパターンも存在する。

## コンピュータ化

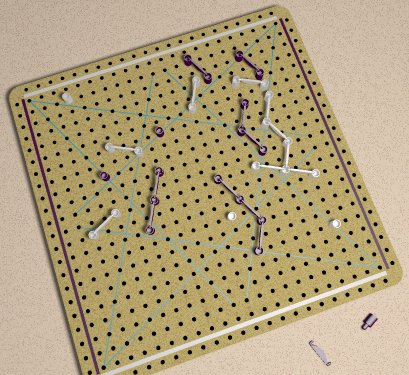
ツイクストのゲームイメージ。これは実物でなく後述のコンピュータグラフィックス。

- アタリからパソコンゲームとして発売された。しかしリリースされた年度が古いためにCPU思考が弱く、ペグを挿しても所かまわず大量にブリッジを置きまくるなど、人間の相手としては十分なレベルではない。
- 日本では『月刊アスキー』1982年3月号に、if800用のBASICプログラムが投稿された。CPU思考は持たない2人対戦専用で、INPUT命令で座標を入力すると、双方に黄緑と水色でペグやブリッジが描かれる。同程度のグラフィック能力を持つマイクロソフトBASICであれば、移植は容易なため、FM-8で動かすための変更点も掲載されている。4月号には棋譜の読み書き・保存が可能な追加プログラムが投稿された。
- 権利元の管理が緩いため、ネット上で自作ゲームも多数公開されている。スマートフォンの小さな画面で遊ぶため、画面全体が9×9マスしか見えず、必要な時にはスクロールして見なければいけない仕様のゲームも存在する。
- オンライン上で不特定多数のユーザと対戦する、いわゆるネット対戦サイトにも存在する（#外部リンク参照）。
- コンピュータグラフィックスでもモデリングデータが存在するが、これはゲームではない。陣営の色は紫と白。

## マインドスポーツオリンピアード
上記の説明通りマインドスポーツの価値を十分持つため、マインドスポーツオリンピアードにおいても1997年から採用された。各年の優勝者は以下の通りで、2011年からは公式チャンピオンとしても認められている。
- 1997年 - アレックス・ランドルフ（アメリカ - 生みの親本人）
- 1998年～2001年 - クラウス・ヒュスマンス（ドイツ）
- 2002年 - ペーター・ヘンケ（ドイツ）
- 2003年 - クラウス・ヒュスマンス（ドイツ）
- 2004年 - カルル・J・ラグナルソン（スウェーデン）
- 2005年～2006年 - デビッド・ブッシュ（アメリカ）
- 2007年～2008年 - バラット・タクラール（イングランド）
- 2009年 - デビッド・ブッシュ（アメリカ）
- 2010年 - バラット・タクラール（イングランド）
- 2011年 - バラット・M・ピアス（イングランド）
- 2012年 - フロリア・ジャメン（フランス）
- 2013年 - ジャン・クリスチャン・ホーグランド（ノルウェー）
- 2014年～2017年 - フロリア・ジャメン（フランス）

## 類似作品
- Diagtwixt - マス目が12×12と小型化されている。
- Imuri - マス目が30×30で、板には穴を開けていない。ヨーロッパで出回ったが、著作権侵害で回収された。
- ダイアゴナル・ツイクスト - 訳すと「ダイヤ形のツイクスト」。マス目の22×22は同じだが、穴の開いていない座標が四隅だけでなく、不等辺直角三角形のように偏心している（点対称ではある）。アレンジはマーク・トンプソン。
- デビッド・ブッシュ版 - 『ダイアゴナル・ツイクスト』に似ているが、穴の並びも直角でなく、斜め45度になっている、なおブッシュは後述の#マインドスポーツオリンピアードに出場、優勝もしている。

## その他
- 日本でも法人などではない任意団体だが、愛好者団体が存在し、会員数は100人を越えている。囲碁・将棋のような段級位制は存在しない。